# Piera Hudson
Pour les articles homonymes, voir Hudson.
Piera Hudson, née le 7 février 1996 à Hastings, est une skieuse alpine néo-zélandaise.

## Carrière
Elle est licenciée au club de ski de Wanaka, puis prend base ensuite à Havelock North.
En 2011, alors âge de 15 ans, elle fait ses débuts officiels dans les compétitions de la FIS et gagne son premier titre de championne de Nouvelle-Zélande sur le slalom géant. En 2012, elle prend part à sa première compétition majeure chez les jeunes : les Jeux olympiques de la jeunesse à Innsbruck. En 2013, elle est appelée pour concourir aux Championnats du monde élite à Schladming.
En 2014, elle gagne sa première course dans la Coupe australo-néo-zélandaise, sur un slalom géant. Quelques mois plus tard, elle fait ses débuts dans la Coupe du monde à Maribor, juste à la suite d'une participation aux Championnats du monde 2015, où elle finit 39e du slalom.
En 2016, elle enregistre son meilleur résultat en championnat du monde junior avec une seizième place au slalom géant à Sotchi, soit le meilleur résultat de son pays dans cette compétition en 32 années. Cette année, aussi, elle remporte le classement général de la Coupe australo-néo-zélandaise, terminant en tête aussi des classements de slalom et de slalom géant. En 2018, elle n'est pas sélectionnée pour les Jeux olympiques de Pyeongchang, Alice Robinson étant choisie à sa place.
En décembre 2018, Hudson, portant le dossard 59, termine 26e du slalom à Killington, marquant ses premiers points, soit la première néo-zélandaise dans le top 30 en Coupe du monde en slalom depuis Claudia Riegler en 2003.

## Palmarès

### Championnats du monde
| Édition / Épreuve               | Slalom géant | Slalom  | Parallèle |
| ------------------------------- | ------------ | ------- | --------- |
| Mondiaux 2013 Schladming        | Disqualifiée | Abandon |           |
| Mondiaux 2015 Beaver Creek      |              | 39e     |           |
| Mondiaux 2017 Saint-Moritz      | Abandon      | Abandon |           |
| Mondiaux 2019 Åre               | Abandon      | Abandon |           |
| Mondiaux 2021 Cortina d'Ampezzo | Abandon      | Abandon | 12e       |

### Coupe du monde
- Meilleur classement général : 127e en 2019.
- Meilleur résultat : 26e.

| Saison/Classement | Général | Général | Slalom | Slalom |
| Saison/Classement | Class.  | Points  | Class. | Points |
| ----------------- | ------- | ------- | ------ | ------ |
| 2018-2019         | 127e    | 5       | 55e    | 5      |

### Championnats de Nouvelle-Zélande
- Championne du slalom géant en 2011, 2014, 2015, 2016, 2018 et 2020.
- Championne du super G en 2013 et 2016.
- Championne du slalom en 2014, 2015, 2018 et 2020.